# Parafia Niepokalanego Serca Najświętszej Maryi Panny w Gryfinie
Parafia pod wezwaniem Niepokalanego Serca Najświętszej Maryi Panny w Gryfinie – parafia należąca do dekanatu Gryfino, archidiecezji szczecińsko-kamieńskiej, metropolii szczecińsko-kamieńskiej. Jedna z parafii rzymskokatolickich w Gryfinie. Kościół parafialny pw. św. Maksymiliana Marii Kolbego w budowie od 1997. Mieści się przy ulicy Krasińskiego.

## Historia
W 1970 roku w podgryfińskim Nowym Czarnowie rozpoczęto budowę Elektrowni Dolna Odra, co wiązało się z dużym wzrostem potrzeb mieszkaniowych w mieście. Z tej racji powstało osiedle bloków mieszkalnych Górny Taras, na którym nie planowano jednak budowy kościoła. Z tej racji proboszcz Parafii Narodzenia Najświętszej Maryi Panny w Gryfinie ks. Bronisław Kozłowski wystosował do władz wojewódzkich pismo z prośbą o wyznaczenie na terenie nowego osiedla miejsca pod budowę kościoła. Z tej racji zaczął robić niezbędne plany i kupił nieruchomość pod przyszły kościół. 11 stycznia 1983 r. do Gryfina przybyli: ks. bp dr Jan Gałecki, ks. Bp Stanisław Stefanek, ks. inf. Roman Kostynowicz, aby w obecności architekta Henryka Łopacińskiego zapoznać się z miejscem przeznaczonym pod budowę kościoła. Obecni kapłani pozytywnie wyrazili się o miejscu pod nowy kościół. Już 3 czerwca 1984 r. podczas Mszy św. proboszcz ogłosił, że komisja zwołana przez ordynariusza wybrała jeden z czterech projektów nowego kościoła. 

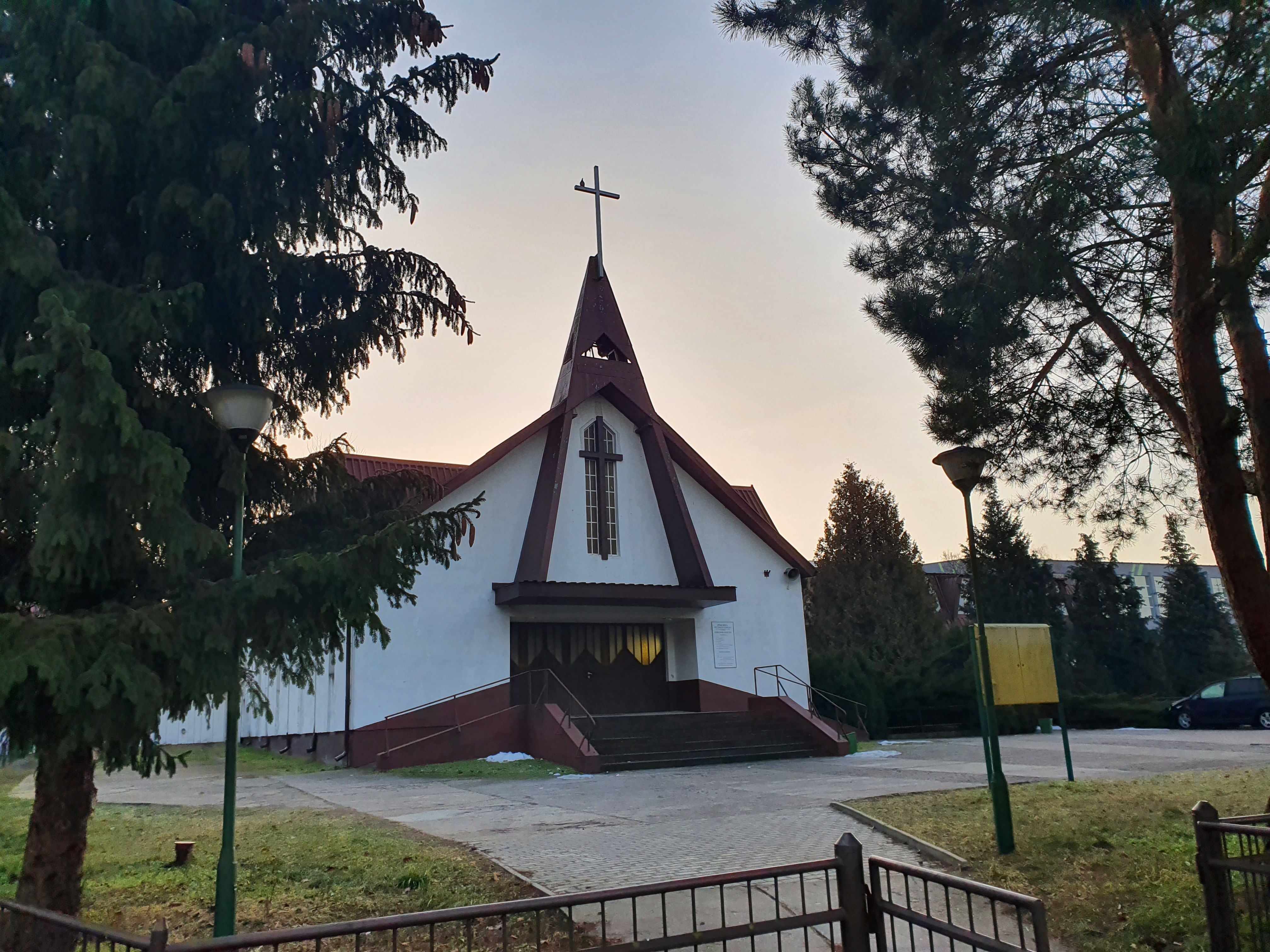
Kaplica pw. Niepokalanego Serca Maryi

Parafię erygowano mocą dekretu ks. bp Kazimierza Majdańskiego z dnia 11 września 1988 r. Od tej pory w Gryfinie istnieją dwie parafie. Granicą między nimi stały się tory kolejowe, z tym, że ulica Pomorska została w macierzystej parafii, dopiero po kilku latach włączono ją do parafii Niepokalanego Serca Najświętszej Maryi Panny. Proboszczem parafii został ks. Bronisław Lose, któremu pomagał ks. Edward Jeleń. Dopiero w 1988 roku rozpoczęto budowę kościoła-kaplicy. W Boże Narodzenie w 1988 r. uroczystą pasterkę połączoną z poświęceniem kaplicy odprawił ks. bp Jan Gałecki.
Z racji wielkości parafii (około 10000 mieszkańców), podjęta została decyzja o budowie nowego kościoła obok istniejącej już kaplicy. Miejscem budowy stała się działka pomiędzy ówczesną Szkołą Podstawową nr 3 a blokami mieszkalnymi przy ul. Iwaszkiewicza. Budowę nowego kościoła pw. św. Maksymiliana Marii Kolbego, rozpoczął w 1997 r. proboszcz ks. Wojciech Musiałek. Podczas pierwszego etapu prac zostały wylane fundamenty, postawiono mury kościoła oraz konstrukcję całego dachu. Kolejny etap budowy rozpoczął ks. Henryk Krzyżewski. Obecnie kościół jest już w fazie drobnych prac wykończeniowych.